# بازگشت (فیلم ۲۰۱۵)
بازگشت (انگلیسی: Regression) فیلمی به کارگردانی آلخاندرو آمنابار است که در سال ۲۰۱۵ منتشر شد.